# Vealøs (Horten)
Vealøs ist eine Insel im Oslofjord bei Karljohansvern in der Gemeinde Horten in der Provinz Vestfold, Norwegen, etwa 80 km südlich von Oslo.
Sie hat eine Fläche von etwa 0,1 Quadratkilometern und ist mit Karljohansvern und Horten durch eine Brücke verbunden. Die Insel ist im Besitz des norwegischen Militärs.  Die größte Einrichtung auf der Insel ist die Festung „Norske Løve“, die von 1852 bis 1859 erbaut wurde. Mit der in dieser Zeit aufkommenden Nutzung von Sprenggranaten war sie mit ihren noch fast mittelalterlichen Befestigungsanlagen allerdings schon vor ihrer Fertigstellung veraltet. Sie wird jedoch noch immer von der Marine genutzt und die Insel dient als Basis für Motortorpedoboote.